# Guillermo Gómez Martínez-Conde
Guillermo Gómez Martínez-Conde (Borleña de Toranzo, Cantabria, 26 de febrero de 1928-Santander, Cantabria, 30 de septiembre de 2016) fue un abogado y político español. 
Comenzó su carrera profesional ejerciendo la abogacía. En 1977 participó en la fundación de la rama de Alianza Popular en Cantabria, partido que presidió en dicha comunidad.
Entre los años 1983 y 1987 fue presidente del Parlamento de Cantabria, elegido por la mayoría absoluta de la coalición de centroderecha en la cámara. Con la conclusión de su mandato, trasladó la sede del Parlamento de Puertochico al Hospital de San Rafael, cumpliendo con la proposición de su antecesor, Isaac Aja.
Fue senador durante la legislatura entre los años 1989 y 1993, puesto que abandonó tras lograr un escaño en el Congreso, permaneciendo en este cargo hasta la disolución de las Cortes Generales en junio de 1995.
Durante cuatro años fue secretario de la Federación de Bolos, que posteriormente presidiría a lo largo de siete años. También fue secretario y presidente de la Cooperativa Lechera SAM y miembro del Centro de Estudios Montañeses.